# Athletic Club
Az Athletic Club (teljes nevén Athletic Club de Bilbao) spanyolországi baszk labdarúgóklub, székhelye Bilbaóban van. A Real Madrid CF és a FC Barcelona mellett a harmadik klub a Primera Divisiónban, mely fennállása óta csak az első spanyol ligában játszott. Alapítása óta csak baszk nemzetiségű játékosok szerepelhetnek a színeiben.

## Története

### A kezdetektől a San Mamés Stadion átadásáig (1898–1913)

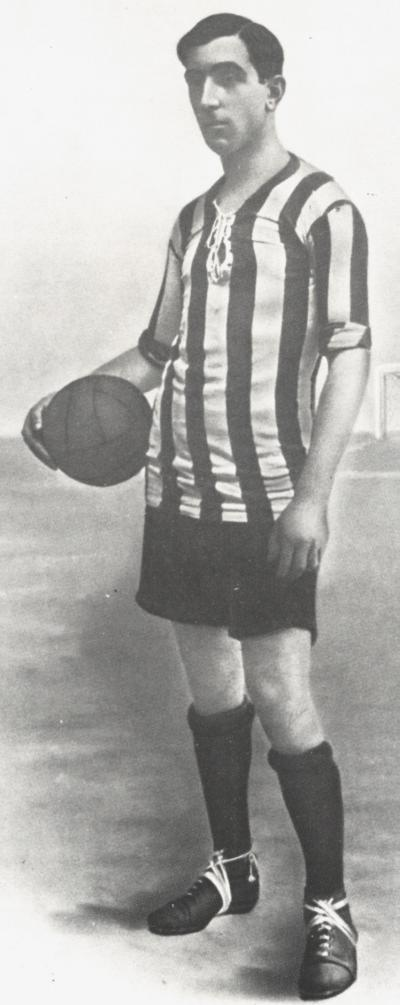
Pichichi az Athletic első legendás játékosa

A 19. század végén a városi polgárság felvállalta a sportolás népszerűsítését az iparosodó Bilbaóban. Körükben különösen az Angliából származó sportágak voltak népszerűek. 1894-ben a helyi Noticiero Bilbaínóban egy helyi rajongó felhívást intézett az angol kolóniához egy labdarúgó mérkőzés megszervezése céljából. Az összecsapásra 1894. május 3-án került sor a Lamiako sportpályán, amelyet a vendégek nyertek meg 6:0 arányban. Ennek ellenére a labdarúgás egyre népszerűbb lett a bilbaóiak körében. 1898-ban 33 sportember, akik közül sokan a Zamacois Tornacsarnokban játszották a sportágat, Athletic Club néven csapatot alapított. A klub formális megalapítására azonban csak 1901. április 5-én került sor a Café Garciában.
Ebben az időszakban az Athletic fő riválisa a Bilbao FC volt. A mérkőzésekre legtöbbször telt ház előtt került sor, amely körülbelül 3000 fő szurkolót jelentett abban az időben. A csapat első komolyabb megmérettetésére 1902-ben került sor, a XIII. Alfonz spanyol király koronázásának tiszteletére rendezett első, államilag szervezett spanyol labdarúgókupa keretében. A tornát végül az Athletic és a Bilbao FC csapatából szervezett Bizcaya együttese nyerte meg. A küzdelmek során az Espanyolt 5:0-ra, a madridi New Foot-Ballt 8:1-re, az FC Barcelona csapatát pedig 2:1-re győzték le.
1903-ban a Bilbao FC közgyűlésén kimondták az egyesület feloszlatását és az Athletic Clubbal való fúzióját. Ugyanebben az évben az Athletic komoly válságba került, amely során felmerült az egyesület feloszlatásának eshetősége is. A kritikus időszakot követően azonban a klub sikeresen szerepelt és 1903-ban, 1904-ben, 1910-ben és 1911-ben is megnyerte a spanyol labdarúgókupát.
A korszak legjobb Athletic játékosai Belauste és Rafael Moreno Aranzadi (becenevén Pichichi) voltak. A később tragikus körülmények között elhunyt labdarúgóról nevezték el a Pichichi-trófeát. A pályák, előbb a Lamiako (Leioa), majd 1910 után a Jolaseta (Getxo) a szurkolók számát tekintve egyre kisebbnek bizonyultak. Ezt figyelembe véve Alejandro de la Sota elnöksége alatt, 1913. január 20-án megkezdték a San Mamés Stadion építését, amelynek átadására hét hónappal később került sor. A felavató mérkőzésen az Athletic ellenfele a Racing Club de Irún volt és az összecsapás 1:1-es döntetlennel zárult. A kezdőrúgást Seve Zuazo végezte el, az első Athletic gólt pedig Pichichi szerezte a katedrálisnak becézett stadionban.

### Regionális bajnoki címek és kupagyőzelmek (1913–1928)
A San Mamés Stadion felavatását követő időszakban az Athletic sorozatban olyan teljesítményt nyújtott, hogy sokan az ország legjobb csapatának tartották. A minőségi csapat mellett a klub a legjobb angol edzőket alkalmazta az eredményes szereplés érdekében. Ebből a korszakból származik az oroszlánok becenév is. Az Athletic 1914-ben, 1915-ben és 1916-ban sorozatban megnyerte a spanyol labdarúgókupát és az északi regionális labdarúgó-bajnokságot is. Ennek a csapatnak a meghatározó játékosai a következők labdarúgók voltak: Ibarreche kapus, Solaun és Hurtado hátvédek, a középpályán a nagy termetű Belauste, valamint a szívós Eguía és a támadásokat vezető Iceta, German, Apón, Zuazo és Rafael Moreno Aranzadi (Pichichi).
A szurkolók megkülönböztetett figyelmet szenteltek a többi baszk és a karácsonyi időszakban zajló, külföldi csapatok elleni küzdelmeknek. A sikerek után azonban hamarosan megnehezedett az Athletic helyzete, mivel számos olyan klubbal került szembe, ahol már professzionális labdarúgókat is alkalmaztak. Ennek megfelelően a következő cím elnyerése az 1919–1920-as szezonig váratott magára a regionális bajnokságban, amelyet ezt követően 1928-ig még hat bajnoki cím követett. Az 1928-ig terjedő időszakban a csapat még két alkalommal diadalmaskodott a spanyol labdarúgókupában, 1921-ben és 1923-ban. Ennek a korszaknak magyar vonatkozása is volt, mivel 1926 és 1928 között az Athletic magyar edzőt alkalmazott Hertzka Lipót személyében. Az 1920-as évek elhozták a nemzetközi ismertséget is a klub játékosai számára. Az 1920. évi nyári olimpiai játékok során a több Athletic játékost felvonultató spanyol labdarúgó-válogatott ezüstérmet szerzett. Az egyesület olimpián részt vevő játékosai a következő labdarúgók voltak: Jose Mari Belausteguigoitia (Belauste), Sabino Bilbao, Pichichi, Txomin Acedo és Sesumaga. A spanyol labdarúgó-bajnokság 1928-ban bekövetkező megszületésekor az Athletic 2000-nél is több klubtagsággal rendelkező szurkolóval rendelkezett és a csapat professzionális szinten működött.

### Csatlakozás a megalakuló egységes spanyol élvonalhoz (1928–1937)
Az 1928-1929-es szezonban megkezdődött az első egységes spanyol labdarúgó-bajnokság, amelynek első osztályába bekerült az Athletic is. Ennek a csapatnak az alapjátékosai a következő labdarúgók voltak: Blasco, Unamuno, Roberto Echevarria, Lafuente, Bata, Gorostiza, Cilaurren, Chirri II, Garizurieta, Ispizua vagy Iraragorri. Közülük Lafuente, Iraragorri, Chirri II, Bata, Gorostiza, Leonardo Cilaurren és Blasco is a válogatott tagja volt. Külön említést érdemel a népszerű Fred Pentland edző, aki 1922-től 1925-ig és 1929-től 1933-ig 12 címet nyert a klubbal. Elmaradhatatlan szivarával és keménykalapjával a háború előtti Bilbao egyik híressége volt. A csapat összességében nyolc év alatt tizenhat címet nyert. Ebből négy bajnoki cím, négy spanyol kupagyőzelem, hat regionális bajnoki cím és két baszk kupagyőzelem volt.
Ez a csapat azonban nem sokáig játszott együtt. Ebben az időszakban a labdarúgás már professzionális alapon működött. Az Athletic játékosai átlagosan 750 spanyol pezetát kerestek egy hónap alatt és öt pezetát minden megnyert mérkőzés után. Egyedül Carmelo Goyenechea, aki az 1928–1929-es szezon után vonult vissza, maradt amatőr játékos. A csapat jó játéka alapvető fontosságú volt a klub számára, mivel az egyetlen bevételi forrása az illetékekből és a jegyeladásokból származott. A dicsőséggel teli 1928–1929-es idény 172 482 pezeta többletbevételt hozott, amit az igazgatótanács döntése értelmében a San Mamés Stadion bővítésére költöttek. Ezáltal a stadion befogadóképessége 400 fővel növekedett. Ezt követően azonban az egyesület anyagi helyzete megromlott. Az 1932. július 22-én megtartott közgyűlésen bevezették a klubnapot, amelynek célja a bevétel növelése volt a tehetséges játékos megtartásának érdekében. 1934-re a klubnak már 4044 tagja volt. Ezt az időszakot a spanyol polgárháború kitörése zárta le. A háború következtében a fokozatos generációváltás elmaradt.

### A spanyol polgárháború negatív hatásai és az újbóli felemelkedés (1937–1954)
A polgárháború a klubra is nagy hatással volt. A katonai mozgósítás érintette az Athletic játékosait is, a San Mamés Stadionban pedig pénzgyűjtést indítottak a felkelők elleni harc támogatása céljából. A klubtagok száma időközben 587-re esett vissza, a polgárháború következtében pedig szinte reménytelennek látszott a klub újjászervezése. Ezt követően azonban sikerült úrrá lenni ezen a problémán. A korábbi bajnokcsapatból csupán Gorostiza, Oceja, Unamuno, Gárate és Urra maradt a klub játékosa. Újabb labdarúgók felfedezésére a vizcayai csapatok közötti torna kínált lehetőséget. Hamarosan ezek közül az ifjú tehetségek közül emelkedett ki Bertol, Panizo, Arqueta, Gaínza, Zarra és Iriondo, akik az új csapat meghatározó labdarúgói lettek és beköszöntött a klub egyik legsikeresebb korszaka. A klubtagok száma az 1940–1941-es szezonban 1500 főre nőtt.
Az Athletic ebben az időszakban megnyerte az 1942–1943-as bajnokságot, valamint 1943-ban, 1944-ben, 1945-ben és 1950-ben a spanyol labdarúgókupát. Emellett három alkalommal a bajnokságban, három alkalommal pedig a kupában lett ezüstérmes és tizenhárom év alatt összesen hét alkalommal játszott a kupa döntőjében. A sikercsapat tagja volt Iriondo, Venancio, Panizo, Zarra, Gaínza, Lezama, Oceja, Bertol, Ortuzar, Mieza, Arqueta, Ortiz, Gárate, Celaya és Unamuno. Bár a csapat egysége elsődleges fontosságú volt, az egyéni teljesítmények is kiemelkedőek voltak. Telmo Zarra hat gólkirályi címével az első osztályú bajnokság eddigi legeredményesebb góllövőjévé vált. A bajnokság fokozatos átalakuláson ment keresztül és egyre több csapat vett részt a küzdelemben.

### Visszaesés és modernizálás (1954–1973)
Az 1953–1954-es szezonban a sajtó az „istenek” hanyatlásáról beszélt, azonban hamarosan olyan játékosok jelentek meg a színen, mint Arieta, Carmelo Uribe, Mauri és Maguregui. A csapatban ekkor Lezama, Celaya, Oceja, Nando, Bertol, Mieza, Gárate, Iriondo, Venancio, Zarra, Panizo és Gaínza szerepelt. A megújult Athletic tagjai pedig Carmelo, Orue, Canito, Garay, Mauri, Maguregui, Arteche, Marcaida, Arieta, Uribe és Piru Gaínza voltak. Őket a „tizenegy falusinak” nevezték el.
A csehszlovák Ferdinand Daučík vezetésével a csapat az 1955–1956-os szezonban ismét bajnoki címet nyert, 1955-ben és 1956-ban pedig újra megnyerte a spanyol labdarúgókupát. Az 1956–1957-es bajnokcsapatok Európa-kupájában indult először az Athletic a nemzetközi kupákban, a negyeddöntőben azonban kiesett a Manchester United FC ellenében. 1958-ban ismét kupagyőztes lett, ezúttal a Real Madrid CF elleni döntőt követően. Összességében elmondható, hogy az 1950-es évek is sikert hoztak a klub számára.
Az 1960-as és 70-es években jelentősen visszaesett a csapat teljesítménye. Ennek ellenére 1969-ben és 1973-ban is sikerült megnyerni a spanyol labdarúgókupát, valamint 1966-ban és 1967-ben a csapat bejutott a döntőbe. A viszonylagos sikertelenség ellenére a korszak pozitívuma volt, hogy a vezetés felkarolta az utánpótlás-nevelést. 1970-ben megnyitották az egyesület saját akadémiáját, amely hatékonyabbá tette a fiatal játékosok képzését. Közülük az egyik legjelentősebb a karizmatikus Txetxu Rojo volt, aki az 1965–1966-os szezonban mutatkozott be a felnőtt játékosok között és az 1981–1982-es idényig szerepelt az Athletic színeiben.
Ebben az időszakban kezdte meg a szereplését a csapatban a legendás José Ángel Iribar is, aki méltó utódja volt a korábbi nagy kapusoknak (Ibarreche, Vidal, Blasco, Lezama és Carmelo). Iribar az 1962–1963-as szezonban szerepelt először a felnőtt csapatban és 18 idény alatt 467 bajnoki, 93 spanyol és 55 nemzetközi kupamérkőzésen játszott. Emellett a San Mamés Stadion modernizálására is sor került. A déli lelátót 1957-ben, az északit pedig 1961-ben építették. A stadion világítását 1964-ben adták át, valamint a keleti lelátó 1972-ben készült el. Az 1982-es labdarúgó-világbajnokság megrendezése miatti átalakítás után pedig a stadion gyakorlatilag elnyerte mai formáját. A változások tehát elősegítették, hogy az Athletic versenyképes legyen a többi csapattal szemben. 1973-ban sor került a klub 75 éves fennállásának megünneplésére.

## Az egyesület nevei és címerei
A klub neve és címere számos változáson ment keresztül. Az egyik legjelentősebb 1941-ben következett be, amikor a Franco-rendszer rendelete alapján az egyesület nevét Atlético de Bilbaóra spanyolosították. 1972-ben a klub visszatért az Athletic Club de Bilbao elnevezés használatához.
| Időszak   | Elnevezés               |
| --------- | ----------------------- |
| 1901-1903 | Vizcaya Athletic Club   |
| 1903-1938 | Athletic Club de Bilbao |
| 1938-1939 | Bilbao Athletic Club    |
| 1939-1941 | Athletic Club de Bilbao |
| 1941-1966 | Atlético de Bilbao      |
| 1966-1972 | Club Atlético de Bilbao |
| 1972 óta  | Athletic Club de Bilbao |

## Eredmények

### Az északi regionális bajnokságban elért eredmények 1913 és 1918 között
1902 és 1913 között a baszk csapatok nem szerepeltek hivatalosan elismert bajnokságban. Az Athletic Club az 1913 és 1918 közötti időszakban az északi regionális bajnokságban szerepelt és három bajnoki címet ért el a következő szezonokban:
| Idény   | Helyezés | Idény   | Helyezés | Idény   | Helyezés |
| ------- | -------- | ------- | -------- | ------- | -------- |
| 1913–14 | 1. hely  | 1914–15 | 1. hely  | 1915–16 | 1. hely  |

### A vizcayai regionális bajnokság és a baszk kupa (1918–40)
1918 és 1940 között a klub (az 1928–29-es idényben bevezetett hivatalos spanyol bajnoki élvonal mellett) a vizcayai regionális bajnokságban szerepelt és 14 bajnoki címet ért el. Az 1934–35-ös és az 1935–36-os szezonokban a vizcayai bajnokság szünetelt és az Athletic a baszk kupában szerepelt. Itt az 1934–35-ös idényben kupagyőztes lett. Az 1936–37-es és az 1937–38-as szezonokban a spanyol polgárháború következtében ugyancsak elmaradt a vizcayai regionális bajnokság.
| Idény   | Helyezés | Idény   | Helyezés | Idény   | Helyezés |
| ------- | -------- | ------- | -------- | ------- | -------- |
| 1919–20 | 1. hely  | 1920–21 | 1. hely  | 1922–23 | 1. hely  |
| 1923–24 | 1. hely  | 1924–25 | 1. hely  | 1925–26 | 1. hely  |
| 1927–28 | 1. hely  | 1928–29 | 1. hely  | 1930–31 | 1. hely  |
| 1931–32 | 1. hely  | 1932–33 | 1. hely  | 1933–34 | 1. hely  |
| 1938–39 | 1. hely  | 1939–40 | 1. hely  | XX5XX   | XX5XX    |

| Kupagyőzelmek száma | Szezonok |
| ------------------- | -------- |
| 1                   | 1934–35  |

### Élvonalbeli bajnoki szereplések
Az Athletic azon ritka csapatok közé tartozik, amelyek eddig megszakítás nélkül tagjai voltak a spanyol labdarúgó-bajnokság első osztályának. A csapat a 2010–11-es szezon végéig nyolc alkalommal volt bajnok. Ezzel a teljesítménnyel jelenleg a negyedik helyen áll az örökranglistán a Real Madrid CF, az FC Barcelona és az Atlético de Madrid mögött. A klub legszebb és legeredményesebb periódusa az élvonalban az 1928-tól 1943-ig terjedő időszak volt, amikor a csapat 12 szezon alatt 5 bajnoki címet, 3 ezüstérmet és 2 bronzérmet szerzett.
| Idény   | Helyezés | Idény   | Helyezés | Idény   | Helyezés | Idény   | Helyezés |
| ------- | -------- | ------- | -------- | ------- | -------- | ------- | -------- |
| 1928–29 | 3. hely  | 1929–30 | 1. hely  | 1930–31 | 1. hely  | 1931–32 | 2. hely  |
| 1932–33 | 2. hely  | 1933–34 | 1. hely  | 1934–35 | 4. hely  | 1935–36 | 1. hely  |
| 1939–40 | 3. hely  | 1940–41 | 2. hely  | 1941–42 | 7. hely  | 1942–43 | 1. hely  |
| 1943–44 | 10. hely | 1944–45 | 6. hely  | 1945–46 | 3. hely  | 1946–47 | 2. hely  |
| 1947–48 | 6. hely  | 1948–49 | 6. hely  | 1949–50 | 6. hely  | 1950–51 | 7. hely  |
| 1951–52 | 2. hely  | 1952–53 | 6. hely  | 1953–54 | 6. hely  | 1954–55 | 3. hely  |
| 1955–56 | 1. hely  | 1956–57 | 4. hely  | 1957–58 | 6. hely  | 1958–59 | 3. hely  |
| 1959–60 | 3. hely  | 1960–61 | 6. hely  | 1961–62 | 5. hely  | 1962–63 | 10. hely |
| 1963–64 | 8. hely  | 1964–65 | 7. hely  | 1965–66 | 5. hely  | 1966–67 | 7. hely  |
| 1967–68 | 7. hely  | 1968–69 | 11. hely | 1969–70 | 2. hely  | 1970–71 | 5. hely  |
| 1971–72 | 9. hely  | 1972–73 | 9. hely  | 1973–74 | 5. hely  | 1974–75 | 10. hely |
| 1975–76 | 5. hely  | 1976–77 | 3. hely  | 1977–78 | 3. hely  | 1978–79 | 9. hely  |
| 1979–80 | 7. hely  | 1980–81 | 9. hely  | 1981–82 | 4. hely  | 1982–83 | 1. hely  |
| 1983–84 | 1. hely  | 1984–85 | 3. hely  | 1985–86 | 3. hely  | 1986–87 | 13. hely |
| 1987–88 | 4. hely  | 1988–89 | 7. hely  | 1989–90 | 12. hely | 1990–91 | 12. hely |
| 1991–92 | 14. hely | 1992–93 | 8. hely  | 1993–94 | 5. hely  | 1994–95 | 8. hely  |
| 1995–96 | 15. hely | 1996–97 | 6. hely  | 1997–98 | 2. hely  | 1998–99 | 8. hely  |
| 1999–00 | 11. hely | 2000–01 | 12. hely | 2001–02 | 8. hely  | 2002–03 | 7. hely  |
| 2003–04 | 5. hely  | 2004–05 | 9. hely  | 2005–06 | 12. hely | 2006–07 | 17. hely |
| 2007–08 | 11. hely | 2008–09 | 13. hely | 2009–10 | 8. hely  | 2010–11 | 6. hely  |
| 2011–12 | 10. hely | 2012–13 | 12. hely | 2013–14 | 4. hely  | 2014–15 | 7. hely  |
| 2015–16 | 5. hely  | 2016–17 | 7. hely  | 2017–18 | 16. hely | 2018–19 | 8. hely  |

*A spanyol polgárháború miatt a bajnokság szünetelt a következő szezonokban: 1936–37, 1937–38 és 1938–39

### Szereplések a spanyol labdarúgókupában
Az Athletic 24 kupagyőzelmével jelenleg a második helyen áll a spanyol labdarúgókupa örökranglistáján. A baszk egyesületet, a 2023–24-es szezon végéig, csupán az FC Barcelona előzte meg 31 győzelemmel.
| Kupagyőzelmek száma | Szezonok |
| ------------------- | --- |
| 24                  | 1903, 1904, 1910, 1911, 1914, 1915, 1916, 1921, 1923, 1930, 1931, 1932, 1933, 1943, 1944, 1945, 1950, 1955, 1956, 1958, 1969, 1973, 1984, 2024 |

### Nemzetközi szereplések
| Szezon  | Kiírás    | Kör        | Országok          | Klubok                 | Eredmény                  |
| ------- | --------- | ---------- | ----------------- | ---------------------- | ------------------------- |
| 1956/57 | BEK       | Sel.       | POR               | FC Porto               | 2-1, 3-2                  |
|         |           | 1/8        | HUN               | Honvéd                 | 3-2, 3-3                  |
|         |           | 1/4        | ENG               | Manchester United FC   | 5-3, 0-3                  |
| 1964/65 | VVK       | 1. kör     | YUG               | OFK Beograd            | 2-2, 2-0                  |
|         |           | 2. kör     | BEL               | Antwerp FC             | 2-0,1-0                   |
|         |           | 1/8        | SCO               | Dunfermline            | 1-0, 0-1, 2-1             |
|         |           | 1/4        | HUN               | Ferencváros            | 0-1, 2-1, 0-3             |
| 1966/67 | VVK       | 1. kör     | YUG               | FK Crvena zvezda       | 0-5, 2-0                  |
| 1967/68 | VVK       | 1. kör     | DEN               | BK Frem                | 1-0, 3-2                  |
|         |           | 2. kör     | FRA               | Bordeaux               | 3-1, 1-0                  |
|         |           | 1/8        | Erőnyerő          | Erőnyerő               | Erőnyerő                  |
|         |           | 1/4        | HUN               | Ferencvárosi TC        | 1-2, 1-2                  |
| 1968/69 | VVK       | 1. kör     | ENG               | Liverpool              | 2-1, 1-2 (k)              |
|         |           | 2. kör     | Görögország 1822  | Panathinaikósz         | 0-0, 1-0                  |
|         |           | 1/8        | GER               | Eintracht Frankfurt    | 1-0, 1-1                  |
|         |           | 1/4        | SCO               | Rangers FC             | 1-4, 2-0                  |
| 1969/70 | KEK       | 1. kör     | ENG               | Manchester City FC     | 3-3, 0-3                  |
| 1970/71 | VVK       | 1. kör     | CZE               | Sparta Praha           | 0-2, 1-1                  |
| 1971/72 | UEFA-kupa | 1. kör     | ENG               | Southampton            | 1-2, 2-0                  |
|         |           | 2. kör     | GER               | Eintracht Braunschweig | 1-2, 2-2                  |
| 1973/74 | KEK       | 1. kör     | SZU               | Torpedo Moszkva        | 0-0, 2-0                  |
|         |           | 1/8        | Bulgária 1971     | Sztara Zagora          | 0-3, 1-0                  |
| 1976/77 | UEFA-kupa | 1. kör     | HUN               | Újpesti Dózsa          | 0-1, 5-0                  |
|         |           | 2. kör     | SUI               | Basel                  | 1-1, 3-1                  |
|         |           | 1/8        | ITA               | Milan                  | 4-1, 1-3                  |
|         |           | 1/4        | Spanyol 1945-1977 | Barcelona              | 2-1, 2-2                  |
|         |           | 1/2        | BEL               | Molenbeek              | 1-1, 0-0                  |
|         |           | D          | ITA               | Juventus               | 0-1, 2-1 (A Juve győzött) |
| 1977/78 | UEFA-kupa | 1. kör     | SUI               | Servette               | 0-1, 2-0                  |
|         |           | 2. kör     | HUN               | Újpesti Dózsa          | 0-2, 3-0                  |
|         |           | 1/8        | ENG               | Aston Villa            | 0-2, 1-1                  |
| 1978/79 | UEFA-kupa | 1. kör     | NED               | Ajax                   | 2-0, 0-3                  |
| 1982/83 | UEFA-kupa | 1. kör     | HUN               | Ferencváros            | 1-2, 1-1                  |
| 1983/84 | BEK       | 1. kör     | POL               | Lech Poznań            | 0-2, 4-0                  |
|         |           | 1/8        | ENG               | Liverpool              | 0-0, 0-1                  |
| 1984/85 | BEK       | 1. kör     | FRA               | Bordeaux               | 2-3, 0-0                  |
| 1985/86 | UEFA-kupa | 1. kör     | TUR               | Beşiktaş               | 4-1, 1-0                  |
|         |           | 2. kör     | BEL               | RFC de Liège           | 1-0, 3-1                  |
|         |           | 1/8        | POR               | Sporting               | 2-1, 0-3                  |
| 1986/87 | UEFA-kupa | 1. kör     | NDK               | Magdeburg              | 2-0, 0-1                  |
|         |           | 2. kör     | BEL               | Beveren                | 1-3, 2-1                  |
| 1988/89 | UEFA-kupa | . kör      | GRE               | AÉK                    | 0-1, 2-0                  |
|         |           | 2. kör     | ITA               | Juventus               | 1-5, 3-2                  |
| 1994/95 | UEFA-kupa | 1. kör     | CYP               | Anórthoszi             | 0-2, 3-0                  |
|         |           | 2. kör     | ENG               | Newcastle              | 2-3, 1-0                  |
|         |           | 1/8        | ITA               | Parma                  | 1-0, 2-4                  |
| 1997/98 | UEFA-kupa | 1. kör     | ITA               | Sampdoria              | 2-1, 2-0                  |
|         |           | 2. kör     | ENG               | Aston Villa            | 0-0, 1-2                  |
| 1998/99 | BL        | 2.sel.     | Grúzia 1990–2004  | Dinamo Tbiliszi        | 1-2, 1-0                  |
|         |           | Csoportkör | NOR               | Rosenborg              | 1-1, 1-2                  |
|         |           | Csoportkör | TUR               | Galatasaray            | 1-2, 1-0                  |
|         |           | Csoportkör | ITA               | Juventus FC            | 0-0, 1-1                  |
| 2004/05 | UEFA-kupa | 1. kör     | TUR               | Trabzonspor            | 2-3, 2-0                  |
|         |           | Csoportkör | ITA               | Parma                  | 2-0                       |
|         |           | Csoportkör | TUR               | Beşiktaş               | 1-3                       |
|         |           | Csoportkör | ROM               | Steaua                 | 1-0                       |
|         |           | Csoportkör | BEL               | Standard               | 7-1                       |
|         |           | 3. kör     | AUT               | Austria Wien           | 0-0, 1-2                  |
| 2005    | IT        | 2. kör     | ROM               | CFR                    | 0-1, 1-0 (3-5 tiz.)       |
| 2009/10 | EL        | 3. sel.    | SUI               | Young Boys             | 0-1, 2-1                  |
|         |           | PO         | NOR               | Tromsø                 | 3-2, 1-1                  |
|         |           | Csoportkör | AUT               | Austria Wien           | 3-0, 0-3                  |
|         |           | Csoportkör | GER               | Werder                 | 1-3, 0-3                  |
|         |           | Csoportkör | POR               | Nacional               | 2-1, 1-1                  |
|         |           | 2. kör     | BEL               | Anderlecht             | 1-1, 4-0                  |

## Játékosstatisztika

### Legtöbb mérkőzés
| #  | Játékos     | Összesen | Bajnokság | Kupa | UEFA/EL | BL | Szuperkupa |
| -- | ----------- | -------- | --------- | ---- | ------- | -- | ---------- |
| 1  | Iribar      | 614      | 466       | 93   | 49      | 0  | 0          |
| 2  | Txetxu Rojo | 541      | 414       | 87   | 34      | 0  | 0          |
| 3  | Etxeberria  | 514      | 445       | 41   | 18      | 8  | 2          |
| 4  | Gaínza      | 487      | 382       | 99   |         | 6  | 0          |
| 5  | Orue        | 480      | 391       | 73   | 10      | 6  | 0          |
| 6  | Larrazabal  | 445      | 390       | 37   | 10      | 8  | 0          |
| 7  | Canito      | 435      | 354       | 75   |         | 6  | 0          |
| 8  | Guerrero    | 430      | 372       | 41   | 7       | 8  | 0          |
| 9  | Argote      | 427      | 332       | 68   | 13      | 5  | 0          |
| 10 | Urzaiz      | 419      | 367       | 34   | 11      | 7  | 0          |

### Legtöbb gól
| #  | Játékos    | Összesen | Bajnokság | Kupa | UEFA/EL | BL |
| -- | ---------- | -------- | --------- | ---- | ------- | -- |
| 1  | Zarra      | 334      | 253       | 81   |         |    |
| 2  | Dani       | 199      | 147       | 37   | 11      | 0  |
| 3  | Arieta     | 170      | 136       | 30   | 2       | 2  |
| 4  | Panizo     | 163      | 126       | 37   |         |    |
| 5  | Gaínza     | 149      | 119       | 29   |         | 1  |
| 6  | Gorostiza  | 148      | 111       | 37   |         |    |
| 7  | Bata       | 141      | 105       | 36   |         |    |
| 8  | Artetxe    | 133      | 105       | 23   | 0       | 5  |
| 9  | Urzaiz     | 129      | 116       | 12   | 0       | 1  |
| 10 | Uriarte    | 121      | 90        | 22   | 8       | 0  |
| 11 | Sarabia    | 118      | 83        | 28   | 3       | 0  |
| 12 | Guerrero   | 116      | 101       | 11   | 2       | 2  |
| 13 | Iriondo    | 115      | 84        | 31   |         |    |
| 14 | Carlos     | 115      | 81        | 29   | 5       | 0  |
| 15 | Iraragorri | 112      | 88        | 24   |         |    |
| 16 | Etxeberria | 104      | 88        | 10   | 4       | 2  |
| 17 | Unamuno    | 98       | 78        | 20   |         |    |
| 18 | Ziganda    | 91       | 77        | 10   | 4       | 0  |
| 19 | Venancio   | 89       | 68        | 21   |         |    |
| 20 | Llorente   | 91       | 69        | 12   | 10      |    |

## Eddigi sikerei

### Klub
La Liga
- Győztes (8): 1929–30, 1930–31, 1933–34, 1935–36, 1942–43, 1955–56, 1982–83, 1983–84
- Második (7): 1931–32, 1932–33, 1940–41, 1946–47, 1951–52, 1969–70, 1997–98

 Copa del Rey
- Győztes (24 ): 1903, 1904, 1910, 1911, 1914, 1915, 1916, 1921, 1923, 1930, 1931, 1932, 1933, 1943, 1944, 1945, 1950, 1955, 1956, 1958, 1969, 1973, 1984, 2024.
- Döntős (16): 1905, 1906, 1913, 1920, 1942, 1949, 1953, 1966, 1967, 1977, 1985, 2009, 2012, 2015, 2020, 2021.

Supercopa de España
- Győztes (3): 1984, 2015, 2020–21.
- Döntős (3): 1983, 2009, 2021–22.

Copa Eva Duarte
- Győztes (1): 1950.
- Döntős (1): 1945.

UEFA-kupa
- Döntős (1): 1976–77.

Európa-liga
- Döntős (1): 2011–12.

Kis klubvilágbajnokság
- Győztes (1): 1967

Latin kupa
- Döntős (1): 1956.

Ibériai kupa
- Döntős (1): 1983.

Baszk kupa
- Győztes (1): 1935.

Baszk bajnokság
- Győztes (17): 1914, 1915, 1916, 1920, 1921, 1923, 1924, 1925, 1926, 1928, 1929, 1931, 1932, 1933, 1934, 1939, 1940.

### Egyéni elismerések

#### Pichichi-trófea
| Játékos   | Szezon  | Gól |
| Carlos    | 1974–75 | 19  |
| Uriarte   | 1967–68 | 22  |
| Zarra     | 1952–53 | 24  |
| Zarra     | 1950–51 | 38  |
| Zarra     | 1949–50 | 25  |
| Zarra     | 1946–47 | 34  |
| Zarra     | 1945–46 | 24  |
| Zarra     | 1944–45 | 19  |
| Unamuno   | 1939–40 | 26  |
| Gorostiza | 1931–32 | 12  |
| Bata      | 1930–31 | 27  |
| Gorostiza | 1929–30 | 19  |

#### Zamora-díj
| Játékos    | Szezon  | Kapott gól |
| Iribar     | 1969–70 | 20         |
| Lezama     | 1946–47 | 29         |
| Etxebarria | 1940–41 | 21         |
| Blasco     | 1935–36 | 30         |
| Blasco     | 1933–34 | 21         |
| Blasco     | 1929–30 | 20         |

## Játékoskeret
Utolsó módosítás: 2025. január 10.
A vastaggal jelzett játékosok felnőtt válogatottsággal rendelkeznek.
A dőlttel jelzett játékosok kölcsönben szerepelnek a klubnál.

| Mezszám       | Név                                         | Nemzetiség            | Születési hely         | Születési idő (kor)            | Korábbi csapat           | Érték (€)  | Szerződés lejárta |
| ------------- | ------------------------------------------- | --------------------- | ---------------------- | ------------------------------ | ------------------------ | ---------- | ----------------- |
|               |                                             |                       |                        |                                |                          |            |                   |
| Kapusok       |                                             |                       |                        |                                |                          |            |                   |
| 1             | Unai Simón                                  | SPA                   | Vitoria-Gasteiz        | 1997. június 11. (28 éves)     | Utánpótlásból került fel | 28 000 000 | 2029.06.30.       |
| 13            | Julen Agirrezabala                          | SPA                   | Donostia-San Sebastián | 2000. december 26. (24 éves)   | Utánpótlásból került fel | 15 000 000 | 2027.06.30.       |
| Védők         |                                             |                       |                        |                                |                          |            |                   |
| 2             | Andoni Gorosabel                            | SPA · Baszkföld       | Arrasate               | 1996. augusztus 4. (28 éves)   | Deportivo Alavés         | 5 000 000  | 2028.06.30        |
| 3             | Dani Vivian                                 | SPA                   | Vitoria-Gasteiz        | 1999. július 5. (25 éves)      | Utánpótlásból került fel | 40 000 000 | 2032.06.30.       |
| 4             | Aitor Paredes                               | SPA                   | Bilbao                 | 2000. április 29. (25 éves)    | Utánpótlásból került fel | 22 000 000 | 2029.06.30.       |
| 5             | Yeray Álvarez                               | SPA                   | Barakaldo              | 1995. január 24. (30 éves)     | Utánpótlásból került fel | 7 500 000  | 2026.06.30.       |
| 14            | Unai Nuñez (kölcsönben az Celta de Vigotól) | ESP                   | Sestao                 | 1997. március 30. (28 éves)    | RC Celta de Vigo         | 4 000 000  | 2025.06.30.       |
| 15            | Iñigo Lekue                                 | SPA                   | Bilbao                 | 1993. május 4. (32 éves)       | Utánpótlásból került fel | 2 500 000  | 2025.06.30.       |
| 17            | Yuri Berchiche                              | SPA · Algéria         | Zarautz                | 1990. február 10. (35 éves)    | Paris Saint-Germain FC   | 1 500 000  | 2025.06.30.       |
| 18            | Óscar de Marcos                             | SPA                   | Laguardia              | 1989. április 14. (36 éves)    | Deportivo Alavés         | 1 500 000  | 2025.06.30.       |
| 32            | Adama Boiro                                 | SPA · SEN             | Dakar                  | 2002. június 22. (23 éves)     | CA Osasuna B             | 1 500 000  | 2029.06.30.       |
| Középpályások |                                             |                       |                        |                                |                          |            |                   |
| 6             | Mikel Vesga                                 | SPA                   | Vitoria-Gasteiz        | 1993. április 8. (32 éves)     | Utánpótlásból került fel | 3 000 000  | 2027.06.30.       |
| 8             | Oihan Sancet                                | SPA                   | Pamplona               | 2000. április 25. (25 éves)    | Utánpótlásból került fel | 50 000 000 | 2032.06.30.       |
| 16            | Iñigo Ruiz de Galarreta                     | SPA                   | Donostia-San Sebastián | 1993. augusztus 6. (31 éves)   | RCD Mallorca             | 4 000 000  | 2025.06.30.       |
| 20            | Unai Gómez                                  | SPA                   | Bermeo                 | 2003. május 25. (22 éves)      | Utánpótlásból került fel | 1 500 000  | 2028.06.30.       |
| 21            | Ander Herrera                               | SPA                   | Bilbao                 | 1989. augusztus 14. (35 éves)  | Paris Saint-Germain FC   | 1 500 000  | 2025.06.30.       |
| 23            | Mikel Jauregizar                            | SPA                   | Bermeo                 | 2003. november 13. (21 éves)   | Bilbao Athletic          | 10 000 000 | 2027.06.30.       |
| 24            | Beñat Prados                                | SPA                   | Pamplona               | 2001. február 8. (24 éves)     | Utánpótlásból került fel | 20 000 000 | 2031.06.30.       |
| Támadók       |                                             |                       |                        |                                |                          |            |                   |
| 7             | Álex Berenguer                              | SPA                   | Barañáin               | 1995. július 4. (29 éves)      | Torino FC                | 12 000 000 | 2029.06.30.       |
| 9             | Iñaki Williams                              | GHA · SPA             | Bilbao                 | 1994. június 15. (31 éves)     | Utánpótlásból került fel | 20 000 000 | 2028.06.30.       |
| 11            | Álvaro Djaló                                | SPA · GNB · Baszkföld | Madrid                 | 1999. augusztus 16. (25 éves)  | Utánpótlásból került fel | 12 000 000 | 2029.06.30.       |
| 12            | Gorka Guruzeta                              | SPA                   | Donostia-San Sebastián | 1996. szeptember 12. (28 éves) | SD Amorebieta            | 15 000 000 | 2028.06.30.       |
| 19            | Javier Martón                               | SPA                   | Tudela                 | 1999. május 6. (26 éves)       | CD Mirandés              | 2 500 000  | 2026.06.30.       |
| 22            | Nico Serrano                                | SPA                   | Pamplona               | 2003. március 5. (22 éves)     | Racing de Ferrol         | 1 200 000  | 2026.06.30.       |

| Kölcsönadott játékosok | Kölcsönadott játékosok | Kölcsönadott játékosok | Kölcsönadott játékosok | Kölcsönadott játékosok         | Kölcsönadott játékosok | Kölcsönadott játékosok | Kölcsönadott játékosok |
| Név                    | Poszt                  | Nemzetiség             | Születési hely         | Születési idő (kor)            | Kölcsönben itt         | Érték (€)              | Kölcsön lejárta        |
| ---------------------- | ---------------------- | ---------------------- | ---------------------- | ------------------------------ | ---------------------- | ---------------------- | ---------------------- |
| Álex Padilla           | kapus                  | Sablon:Zászlo          | Durango                | 2002. március 19. (23 éves)    | UNAM                   | 2 000 000              | 2025.06.30.            |
| Unai Eguiluz           | védő                   | SPA                    | Durango                | 2002. március 19. (23 éves)    | CD Mirandés            | 200 000                | 2025.06.30.            |
| Hugo Rincón            | védő                   | SPA                    | Valtierra              | 2003. január 27. (22 éves)     | CD Mirandés            | 700 000                | 2025.06.30.            |
| Unai Vencedor          | középpályás            | SPA                    | Bilbao                 | 2000. november 15. (24 éves)   | Racing Santander       | 2 200 000              | 2025.06.30.            |
| Adu Ares               | támadó                 | SPA · GNB              | Bilbao                 | 2001. október 12. (23 éves)    | Real Zaragoza          | 2 000 000              | 2025.06.30.            |
| Urko Izeta             | támadó                 | SPA                    | Aia                    | 1999. szeptember 29. (25 éves) | CD Mirandés            | 500 000                | 2025.06.30.            |

## Legendás játékosok
| - José María Belauste (1909–1924) - Rafael Moreno Aranzadi (Pichichi) (1913–1922) - Víctorio Unamuno Ibarzabal (1928–1942) - Francisco Gárate Bergareche (1934–1946) - Agustín Gaínza (Piru) (1939–1959) - Rafael Iriondo (1940–1953) - Raimundo Pérez Lezama (1942–1957) - Telmo Zarra (1940–1955) - Carmelo Cedrún (1951–1964) - José Ángel Iribar (1962–1980) - Iñaki Sáez (1962–1974) - Txetxu Rojo (1965–1982) - Ángel María Villar (1971–1981) | - Andoni Goikoetxea (1975–1987) - Manuel Sarabia (Manu) (1976–1988) - Genar Andrinua (1983–1997) - Andoni Zubizarreta (1981–1986) - Rafael Alkorta (1987–1993,1997–2002) - Aitor Larrazabal (1989–2004) - Julen Guerrero (1992–2006) - Joseba Etxeberria (1995–2010) - Bixente Lizarazu (1996–1997) - Ismael Urzaiz (1996–2007) - Carlos Gurpegui (1999–2016) - Andoni Iraola (2000–2015) - Aritz Aduriz (2000–2003, 2006–2008, 2012–2020) | - Markel Susaeta (2004–2019) - Fernando Llorente (2005–2013) - Ander Iturraspe (2006–2019) - Gorka Iraizoz (2007–2017) - Iker Muniain (2008–2024) - Mikel San José (2009–2020) - Óscar de Marcos (2010–) - Yeray Álvarez (2011–) - Iñaki Williams (2012–) - Unai Simón (2013–) - Raúl García (2015–2024) - Oihan Sancet (2015–) |

## Stadion
San Mamés (39.750 nézőhely), melyet 1913. augusztus 21-én avattak fel. (méretei: 103 x 68 m)

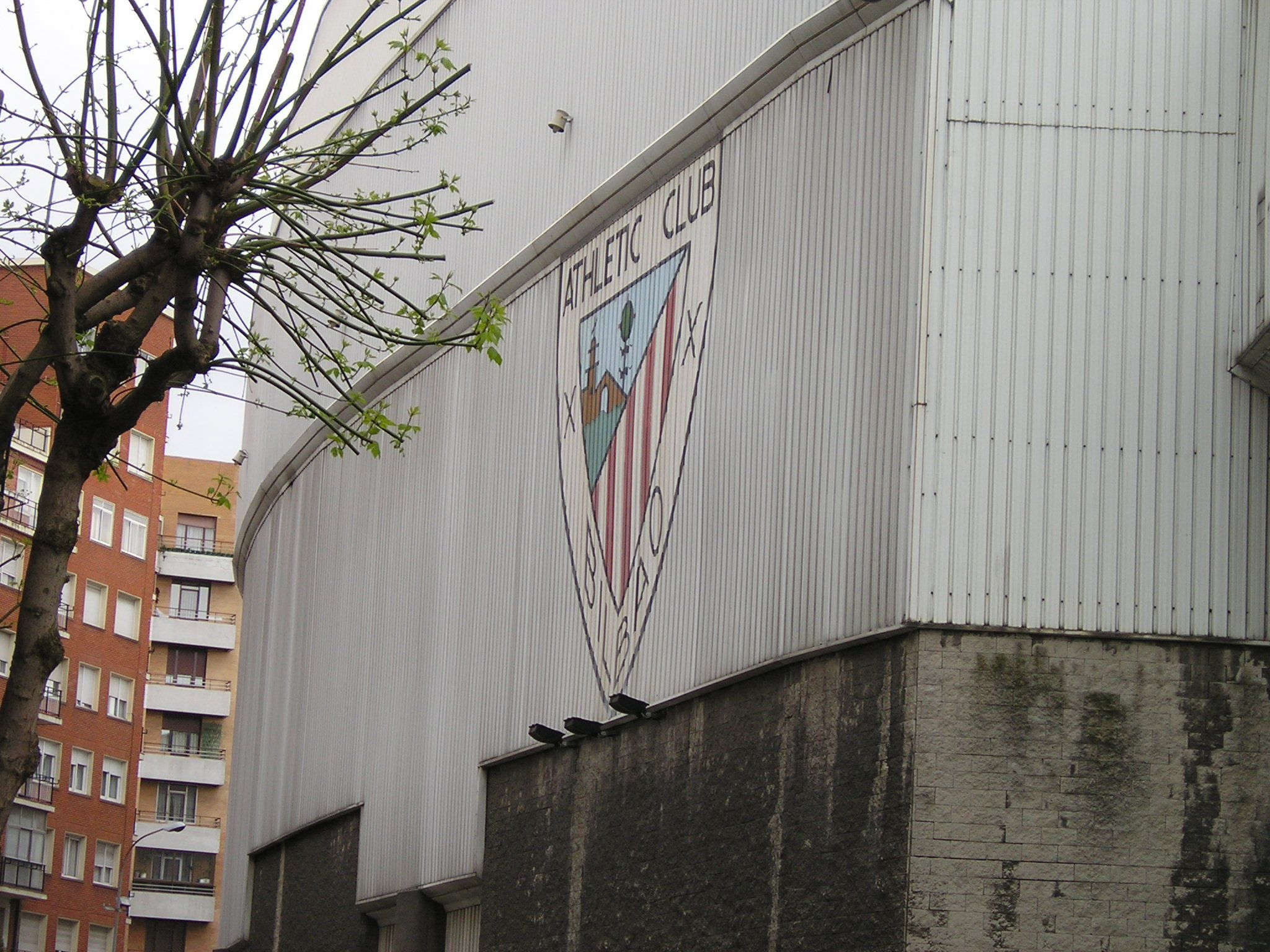
San Mamés Athletic Bilbao Stadionja

## A Lezama Sportközpont és az utánpótlás-nevelés
Az 1970-ben megnyitott Lezama Sportközpontnak, amelynek hivatalos felavatására 1971-ben került sor, kiemelten fontos szerepe van a klub életében. Amellett, hogy edzési lehetőséget nyújt az Athletic első csapatának, az utánpótlást képező fiatal játékosok nevelése is itt folyik. Jelentőségét fokozza, hogy az itt folyó munka elősegíti a hazai, baszk származású játékosok képzését és a felnőtt csapatban való szerepeltetését, amelyről a klub híres. Az utolsó külföldi játékos 1912-ben távozott az Athletic-ból és azóta csak helyi labdarúgók szerepelnek a csapatban, amely a baszk nemzeti büszkeség jelképévé tette az egyesületet. A 2010–2011-es szezon végéig nem történt változás ennek az elvnek az érvényesítésében. A sportközpontot Lezamában alapították, amely Bilbaótól 15 kilométerre található.

## Induló
Az Athletic Club indulójának baszk nyelvű szövegét Juan Antón Zubikarai, zenéjét pedig (Feliciano Beobide műve alapján) Carmelo Bernaola szerezte.
| Athletic, Athletic, Athletic eup! Athletic, gorri ta zuria danontzat zara zu geuria Erritik sortu ziñalako maite zaitu erriak Gaztedi gorri-zuria zelai orlegian Euskalerriaren erakusgarria. Zabaldu daigun guztiok Irrintzi alaia: Athletic, Athletic zu zara nagusia Altza Gaztiak | Athletic, Athletic, gogoaren Indarra. Aritz zarraren enborrak loratu dau orbel barria. Aupa mutilak! aurrera gure gaztiak! Bilbo ta Bizkai guztia goratu bedi munduan Aupa mutilak! gora beti Euskalerria! Athletic gorri-zuria geuria. Bilbo ta Bizkai guztiak gora! Euskaldun zintzoak aurrera! |

Az induló itt hallgatható meg: eredeti változat

## Edzők
- 1910–1914  Mr. Sheperd[25]
- 1914–1915  Billy Barnes
- 1915–1919 Nem volt.
- 1919–1921  Billy Barnes (másodszor)
- 1921–1922  Mr. Burton
- 1922–1925  Juan Arzuaga
- 1925–1926  Ralph Kirby /  Fred Pentland
- 1926–1929  Hertzka Lipót
- 1929–1933  Fred Pentland (másodszor)
- 1933–1935  Patricio Caicedo
- 1935–1937  William Garbutt /  J. M Olabarria
- 1939–1941  Roberto Echevarria
- 1940–1947  Juan Urquizu
- 1947–1949  Henry John Bagge
- 1949–1952  José Iraragorri
- 1952–1954  Antonio Barrios
- 1955–1957  Ferdinand Daučík
- 1957–1958  Baltasar Albéniz
- 1958–1960  Martím Francisco
- 1960–1962  Juan Antonio Ipiña
- 1962–1963  Ángel Zubieta
- 1963–1964  Juan Ochoantezana
- 1964–1965  Antonio Barrios (másodszor)
- 1965–1968  Agustín Gaínza
- 1968–1969  Rafael Iriondo
- 1969–1971  Ronnie Allen
- 1971–1972  Salvador Artigas
- 1972–1974  Milorad Pavić
- 1974–1975  Rafael Iriondo (másodszor)
- 1975–1979  Koldo Aguirre
- 1979–1981  Helmut Senekowitsch
- 1981  Iñaki Sáez
- 1981–1986  Javier Clemente
- 1986–1987  José Ángel Iribar
- 1987–1989  Howard Kendall
- 1989–1990  Txetxu Rojo
- 1990–1991  Javier Clemente (másodszor)
- 1991–1992  Iñaki Sáez (másodszor) /  Jesús Aranguren
- 1993–1994  Jupp Heynckes
- 1994–1995  Javier Irureta /  J.M Amorrortu
- 1995–1996  Dragoslav Stepanović
- 1996–2000  Luis Fernández
- 2000–2001  Txetxu Rojo
- 2001–2003  Jupp Heynckes (másodszor)
- 2003–2005  Ernesto Valverde
- 2005–2006  José Luis Mendilibar /  Javier Clemente (harmadszor)
- 2006–2007  Félix Sarriugarte /  José Manuel Esnal "Mané"
- 2007–2011  Joaquín Caparrós
- 2011–2013  Marcelo Bielsa
- 2013–2017  Ernesto Valverde (másodszor)
- 2017–2018  José Ángel Ziganda
- 2018  Eduardo Berizzo
- 2018–2021  Gaizka Garitano
- 2021–2022  Marcelino García Toral
- 2022–          Ernesto Valverde (harmadszor)

## Elnökök
- 1900–1901: Luis Márquez
- 1902–1903: Juan Astorquia
- 1903–1906: Enrique G. de Careaga
- 1906–1908: Ramón Aras
- 1908–1910: Alberto Zarraoa
- 1910–1911: Pedro Astigarraga
- 1911–1917: Alejandro de la Sota
- 1917–1919: Pedro Astigarraga
- 1919–1921: Ricardo de Irezabal
- 1921–1922: Ernesto Bourgeaud
- 1922–1923: José María Vilallonga
- 1923–1926: Ricardo de Irezabal
- 1926–1929:Manuel de la Sota
- 1929–1933: Manuel Castellanos
- 1933–1935: José María Olabarria
- 1935–1943: Luis Casajuana
- 1943–1946: Roberto de Arteche
- 1946–1950: José María Larrea
- 1950–1959: Enrique Guzmán
- 1959–1965: Javier Prado
- 1965–1968: Julio Eguskiza
- 1969–1973: Félix Oráa
- 1973–1977: José Antonio Egidazu
- 1977–1982: Jesús María Duñabeitia
- 1982–1990: Pedro Aurtenetxe
- 1990–1994: José Julián Lertxundi
- 1994–2001: José María Arrate
- 2001–2003: Javier Uria
- 2003–2004: Ignacio Ugartetxe
- 2004–2006: Fernando Lamikiz
- 2006–2007: Ana Urquijo
- 2007–2011: Fernando García Macua[26]
- 2011–2018: Josu Urrutia
- 2008–2022: Aitor Elizegi
- 2022–jelenleg is: Jon Uriarte